# Scinax pyroinguinis
Scinax pyroinguinis — вид жаб з родини райкових (Hylidae). Описаний у 2023 році.

## Етимологія
Назва виду pyroinguinis перекладається як «вогняний пах». Назва відноситься до вражаючих помаранчевих плям виду, які нагадують полум'я лісових пожеж, що загрожують його середовищу існування.

## Поширення
Ендемік Перу. Відомий лише за двома самцями, знайденими в тропічному лісі у середньому басейні річки Укаялі на висоті 160 м над рівнем моря.

## Опис
Жаба середнього розміру; довжина самців 39,4–42,0 мм (n=2), самиці невідомі; шкіра на спинці горбиста, горбки великі, шипчасті; голова округла зі спини і збоку; ніздрі виступають, але не виступають із контуру голови на спині; присутні горбки верхньої повіки, великі, конічної форми; горбки на нижній щелепі наявні, конічної форми; голосова сумка безпігментована; наявний ряд тарзальних горбків; присутній п’ятковий горбок, великий, конічної форми; присутній ряд ліктьових горбків; дискретний анальний клапоть у самців; ледь помітна міжочна трикутна мітка, загострена ззаду; велика яскраво-помаранчева пляма на темному тлі, що покриває пах і передню поверхню стегон, яскраво-помаранчеві плями на темному тлі, що покривають задню поверхню стегон і гомілки.